# 科門達多爾
科門達多爾（西班牙語：Comendador）是中美洲國家多明尼加共和國的城市，也是埃利亚斯·皮尼亚省的首府，位於該國西部，距離首都聖多明哥255公里，面積252.93平方公里，海拔高度395米，2023年人口16,894。
18°53′N 71°42′W / 18.883°N 71.700°W